# St. Mirren Park
St. Mirren Park stadion piłkarski, położony w szkockim mieście Paisley, Wielka Brytania. Oddany został do użytku w 1895 roku. Od tego czasu swoje mecze na tym obiekcie rozgrywa zespół Scottish Premier League St. Mirren F.C. Jego pojemność wynosi 10 800 miejsc (wszystkie siedzące). Rekordową frekwencję, wynoszącą 47 438 osób, odnotowano w 1949 podczas meczu ligowego Scottish Premier League pomiędzy St. Mirren a Celticem. Stadion jest obecnie nieużywany. St. Mirren gra na New St. Mirren Park.